# Mária-oszlop (Prága)
A prágai Mária-oszlop egy vallási emlékmű, amely egy négy lábú talapzaton álló oszlopból, és az annak tetején álló Szűz Mária-szoborból áll. A szobor Csehország fővárosának, Prágának a történelmi óvárosának közepén, az Óváros téren található a Husz János-emlékmű mellett. Az oszlopot 1650-ben készítették, röviddel a harmincéves háború befejezése után. 1918. november 3-án ledöntötték, amikor a tüntető csehek az Osztrák–Magyar Monarchia bukásakor megszabadultak minden olyan emléktől, amelyet az elnyomó osztrákokhoz kötöttek. Hosszas társadalmi vitát követően 2020-ban az oszlopot újjáépítették.

## Története

### Előzmények
A harmincéves háború harcoló felei 1645 közepén megkezdték a béketárgyalásokat. Ugyanebben az évben, a császári hadsereg veresége után a jankaui csatában, svéd és francia csapatok pusztították Csehország egyes részeit. 1648 májusában az Augsburg melletti zusmarshauseni csatában legyőzték a császári csapatok utolsó kontingensét. Ezután egy svéd hadtest tört előre Prága irányába. 1648. július 26-án a svédek elfoglalták a Kisoldalt, de nem jutottak át a Károly hídon, amelyet a császári zsoldosok, helyi polgárok, alsó klerikusok és diákok keservesen megvédtek. A svédek kitartottak, és a császár számára egyértelmű volt, hogy a védők nem tartják ki sokkal tovább. Amikor 1648 augusztusában megérkezett a hír, miszerint a franciák Nagy Condé herceg irányításával megsemmisítették a Habsburg Lipót Vilmos főherceg vezette spanyol hadsereget a lensi csatában, III. Ferdinánd belátta, hogy a háború elveszett, és utat kellett engednie a béketárgyalásoknak. A vesztfáliai békét 1648. október 24-én írták alá. A prágai futárok kilenc napig voltak úton, hogy eljuttassák a béke hírét. A svédek végül abbahagyták a tüzelést, majd hatvan társzekeret raktak tele az összes olyan értékkel és műkinccsel, amely a Kisoldalban össze tudtak gyűjteni, ezután elvonultak, de a folyó túloldalán elterülő városrészek megmenekültek.

### Az oszlop elkészítése
Hálából azért, hogy Prágát nem hódította meg teljesen a svéd hadsereg, a császár 1650. április 22-i rendeletével elrendelte egy oszlop felállítását a Szeplőtlen Mária tiszteletére a város megmenekülésének emlékére. Az emlékmű és az Óváros téri installáció alakját maga a császár határozta meg, amely a hasonló bécsi szobor hoz hasonló kialakítású lett.
A prágai Mária-oszlopot Johann Georg Bendl készítette el, akit az ellenreformáció és a jezsuita művészet vezető szobrászának tartanak a 17. század második feléből. Bendlt mint polgárt és háztulajdonost igazolták Prága Óvárosában 1651-ben, majd 1668-tól az Újvárosban. 1655-ben a többi szobrásszal folytatott vita után elhagyta a prágai festők céhét, és megalapította a szobrászok és kőfaragók céhét. Amikor Bendl elkészítette az oszlopot, mindössze körülbelül 20 éves volt, mégis ezt tartják élete fő művének. A minták a müncheni és a bécsi szobrok voltak, csakhogy Bendl nem heroikus puttókkal személyesítette meg az allegóriákat, hanem szinte életnagyságú angyalokkal, és nem bronzból, hanem kőből készítette a figurákat. A megőrzött töredékek arról tanúskodnak, hogy Bendl mestere volt a barokk kompozíciós elrendezésnek. A kettős allegorikus csoportok alakjai nem a modoros, mozdulatlan pozíciókba meredtek, inkább szabadon, dinamikusan egymás melletti ellentétes mozdulatokban lettek ábrázolva.
Az oszlop felépítését a prágaiak adományaiból és a császári koronázáshoz nyújtott hozzájárulásokból fizették ki. Az oszlop felszentelésére 1652. július 13-án került sor a prágai érsek, Harrach bíboros, III. Ferdinánd császár és fia, IV. Ferdinánd jelenlétében. A talapzaton latin feliratot véstek a kártusba: „VIRGINI GENITRICI sIne ORIGINIS Labe CONCeptæ propVgnatæ et LIberatæ VrbIs ergo Cæsar pIVs IVstVs hanC statVaM ponIt.” A feliratban római számokkal jelölt kronogramma az 1650-es évet jelöli. Az elkészült mű Róma (1614), München (1638) és Bécs (1647) szobrai után Európa negyedik legrégebbi Mária-oszlopa volt.

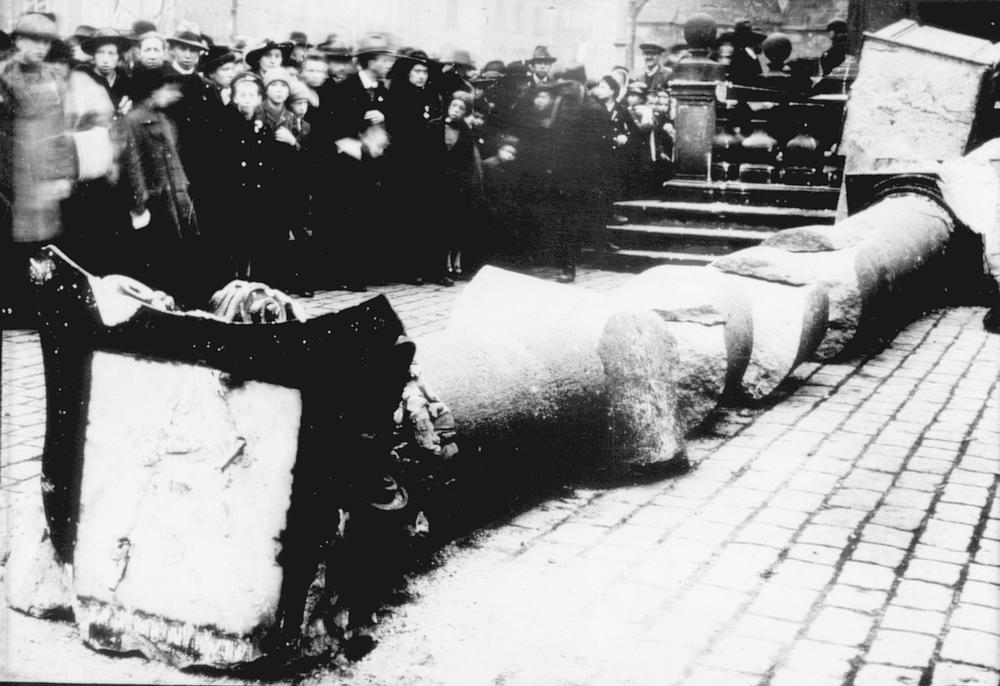
A tömeg által ledöntött és összetört szobor 1918. november 3-án

### Ledöntése
1915-ben a csehek Husz János-emlékművet állítottak fel az Óváros téren a Mária-oszlop ellenpontjaként. A Ladislav Šaloun által a reformátor halálának 500. évfordulója alkalmából készített bronz emlékmű tiltakozásokat váltott ki a katolikus oldalról. Miután Csehszlovákia 1918-ban elszakadt az Osztrák-Magyar Monarchiától, az Óváros téren álló Mária-oszlopot a dühös tömeg ledöntötte és megsemmisítette. Az oszlopot ekkor már Csehország fehérhegyi csatát követő erőszakos rekatolicizációjának és a cseh nemzet Habsburgok általi elnyomásának szimbólumaként értelmezték. A Máriás Testvériség vissza tudta szerezni az erősen megrongálódott maradványokat, amelyeket a mai napig megőriztek, és a Cseh Nemzeti Múzeum állományában találhatók.

### Az újjáépítés körüli viták
Hogy mennyire ellentmondásosak voltak a barokk, az ellenreformáció, a száműzött és titkos protestantizmus témái a mai Csehországban, vagyis az 1989-es bársonyos forradalom után, az különösen nyilvánvalóvá vált az 1918-ban ledöntött Mária-oszlopról szóló viták során. 1990 áprilisában Prágában megalakult a „Társulat a Mária-oszlop újjáépítéséért”nevű egyesület, amelynek 2004-ben mintegy 500 teljes jogú tagja volt. Az 1990 tavaszán a Lidové noviny napilapban megjelent olvasói levelében a szerzők gyakran egyenértékűvé tették az „ellenreformációs totalitarizmust” a modern totalitárius rendszerekkel, és a hagyományos protestáns álláspontot fogadták el, amely szerint a Mária-oszlop a cseh felkelés vezetőinek 1621 júniusában végrehajtott kivégzésének helyével és az 1915-ben leleplezett Husz János-emlékművel való egyidejű létezését élesen el kell utasítani.
1993. november 3-án, a szobor ledöntésének 75. évfordulóján az újjáépítést támogató egyesület az Óváros tér burkolatába táblát  helyezett el az alábbi felirattal: „A Mária-oszlop itt állt és állni fog újra.” Az „és állni fog újra” szavakat a prágai bíróság kérésére később törölni kellett. Közben folytatódott Johann Georg Bendl Szűz Mária-szobrának másolása, amely csak torzóként maradtak fenn, valamint a többi szobrászati és építészeti részlet elkészítése Petr Váňa cseh szobrászművész vezetésével. 2017-ben a prágai városi tanács felszólalt az Óváros tér tervezett átépítése ellen.

### Újjáépítése
Petr Vána szobrász 2019 május végén kezdte meg az újjáépítést, az akciót azonban a rendőrség leállította. 2019 júniusában a másolat 60 tonnányi építőanyagát szállították Prágába. 2020. január 23-án az átrendeződött összetételű városi tanács többsége a Mária-oszlop másolatának a régi helyre való felépítése mellett szavazott. Az oszlop építési munkálatai 2020 februárjában kezdődtek. 2020. június 4-én az újjáépítés befejeződött, kivéve a 4 hiányzó allegorikus angyalfigurát. A kész műalkotást Dominik Duka bíboros-érsek 2020. augusztus 15-én ünnepélyesen felszentelte a Týn-templomban megtartott Nagyboldogasszony napi búcsú után. Többen remélik, hogy a két egymás melletti emlékmű az ország történelmi és vallások közti megbékélését fogja szimbolizálni.

## Galéria

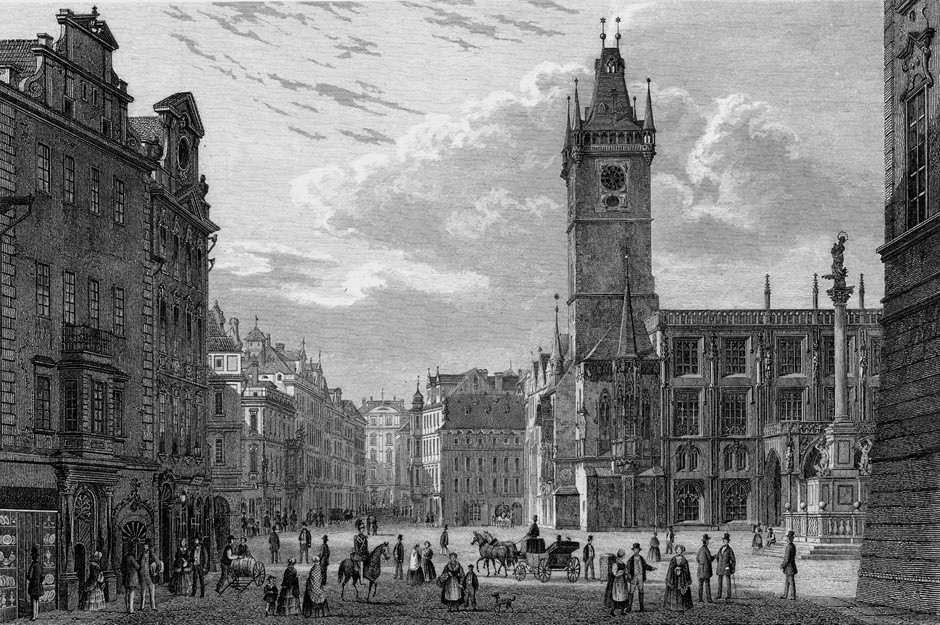
Az oszlop 1835-ben
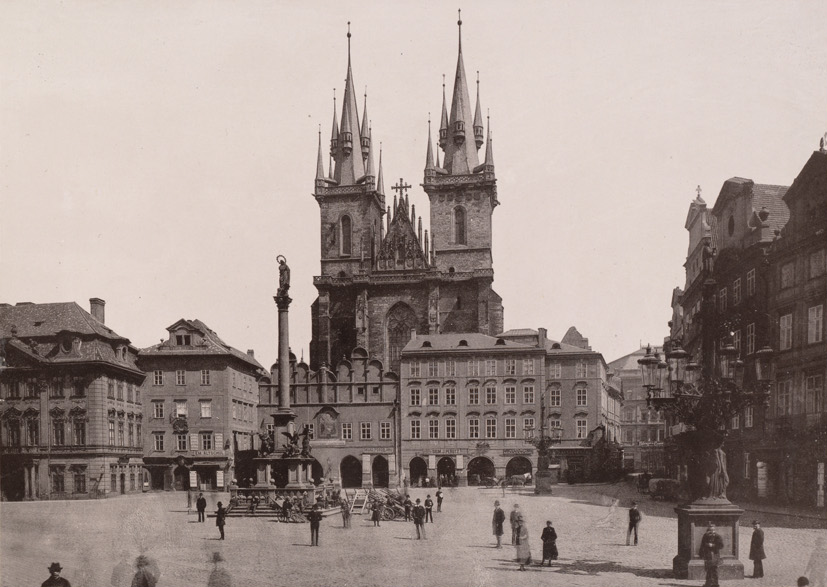
A 20. század elején
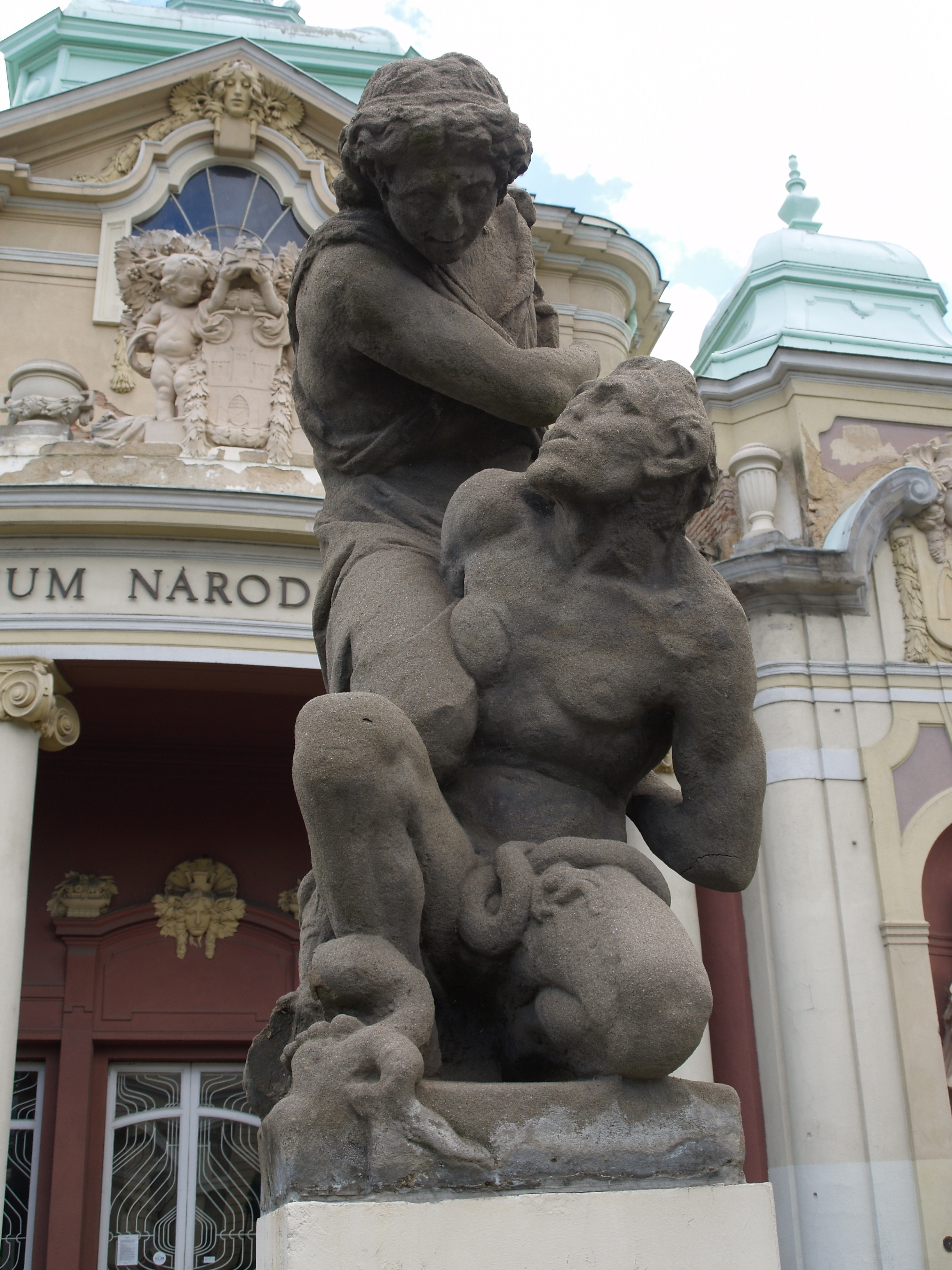
Angyal és ördög egymással küzdő alakja; az eredeti alkotás fennmaradt töredéke a prágai lapidáriumban
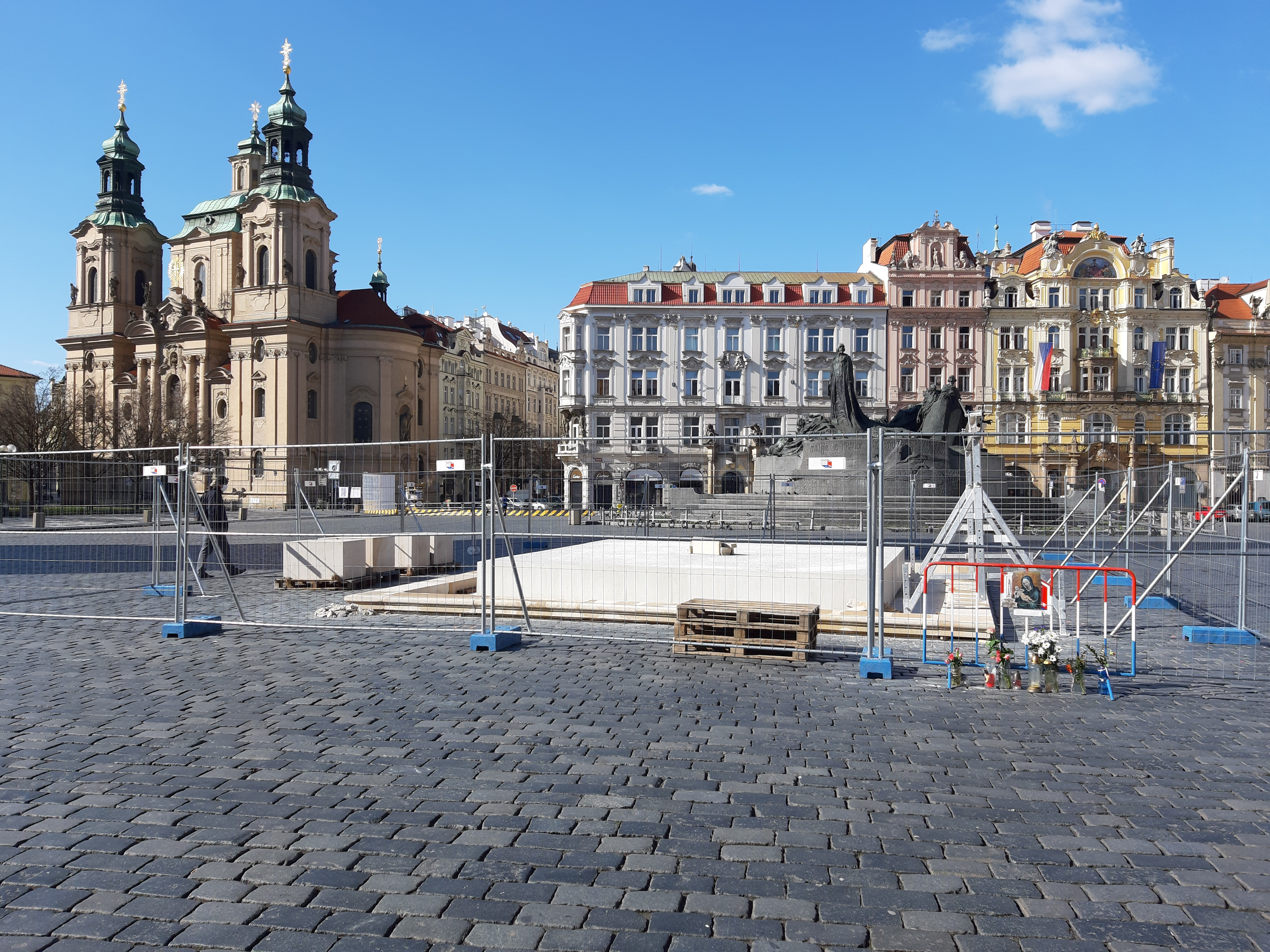
A másolat alapjának lefektetése 2020-ban
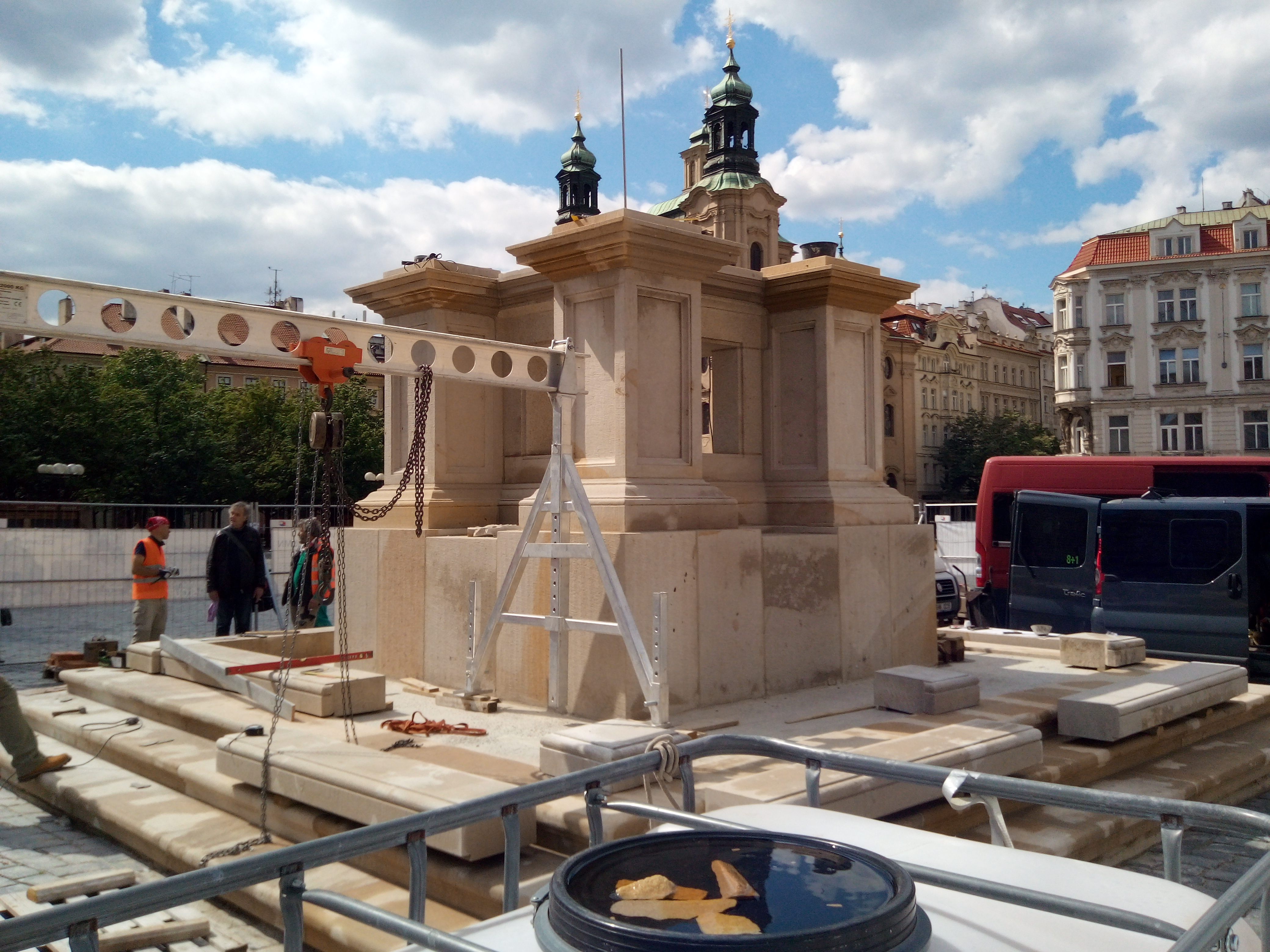
Az elkészült talapzat
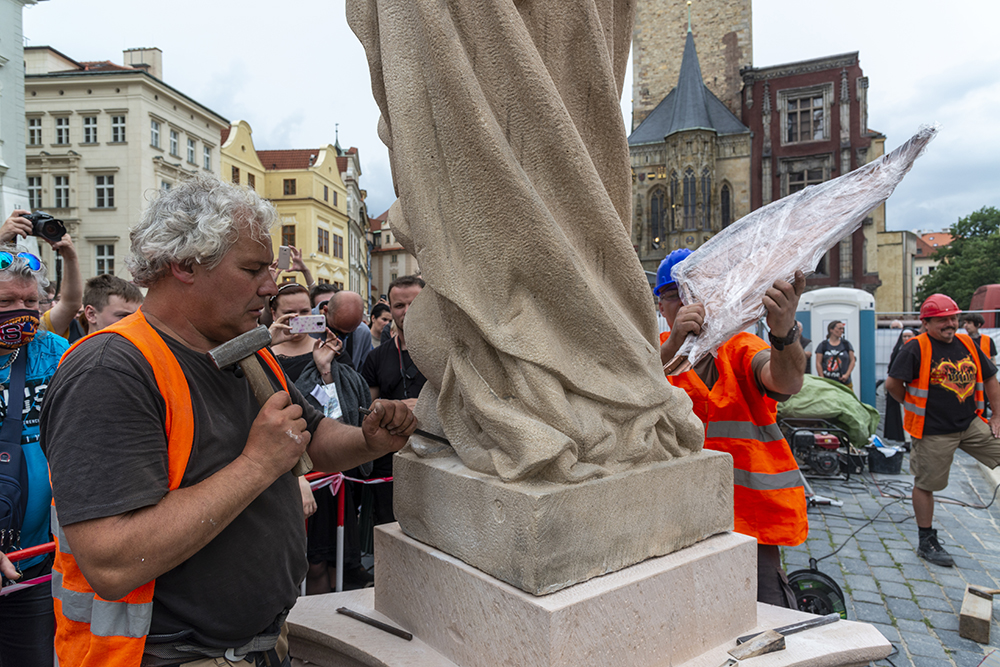
Az utolsó simítások és a réz elemek beillesztése
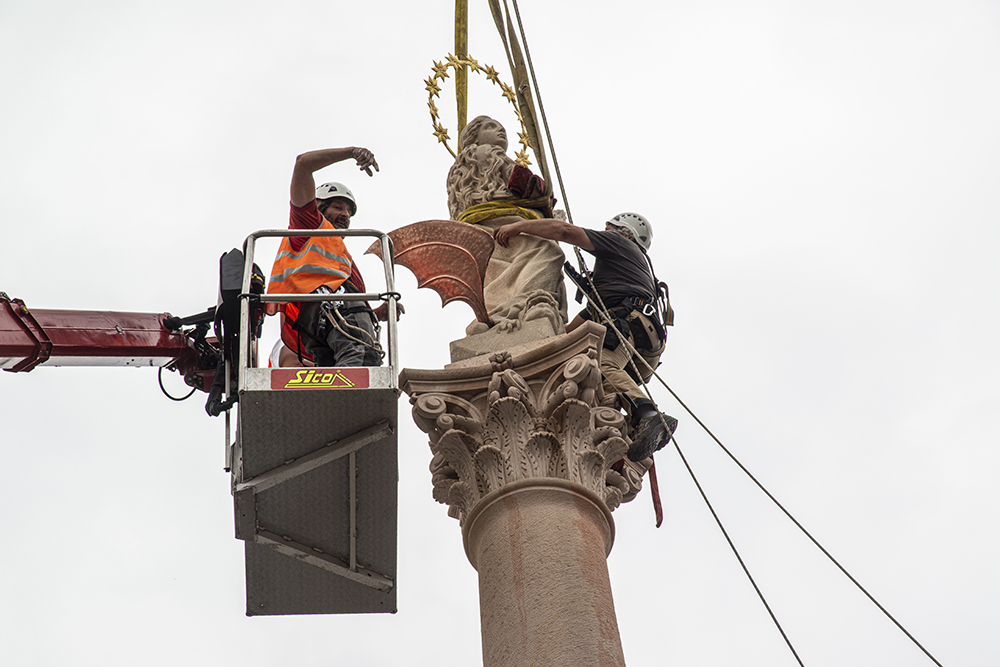
Mária szobrának felhelyezése
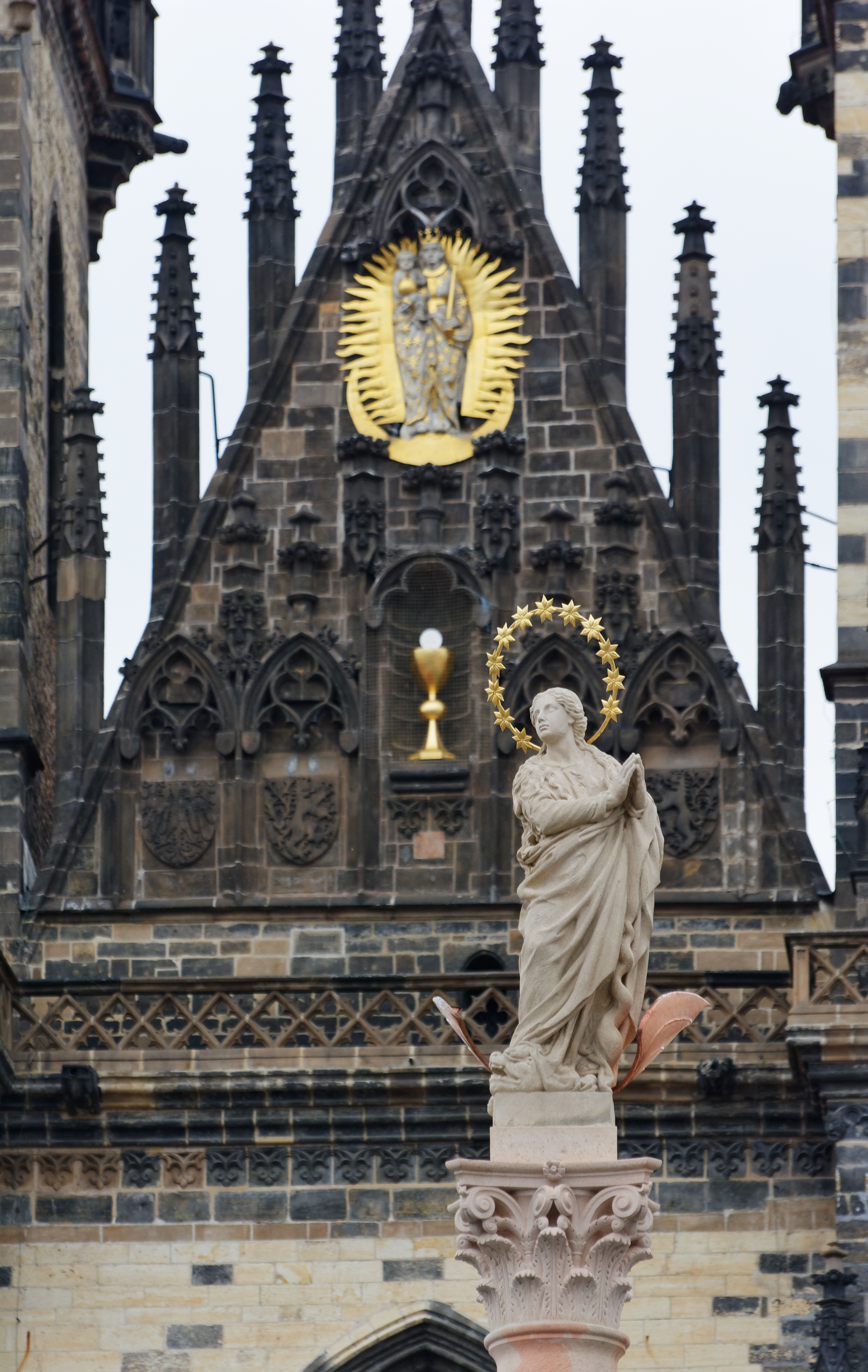
A befejezett másolat, háttérben a Týn-templom
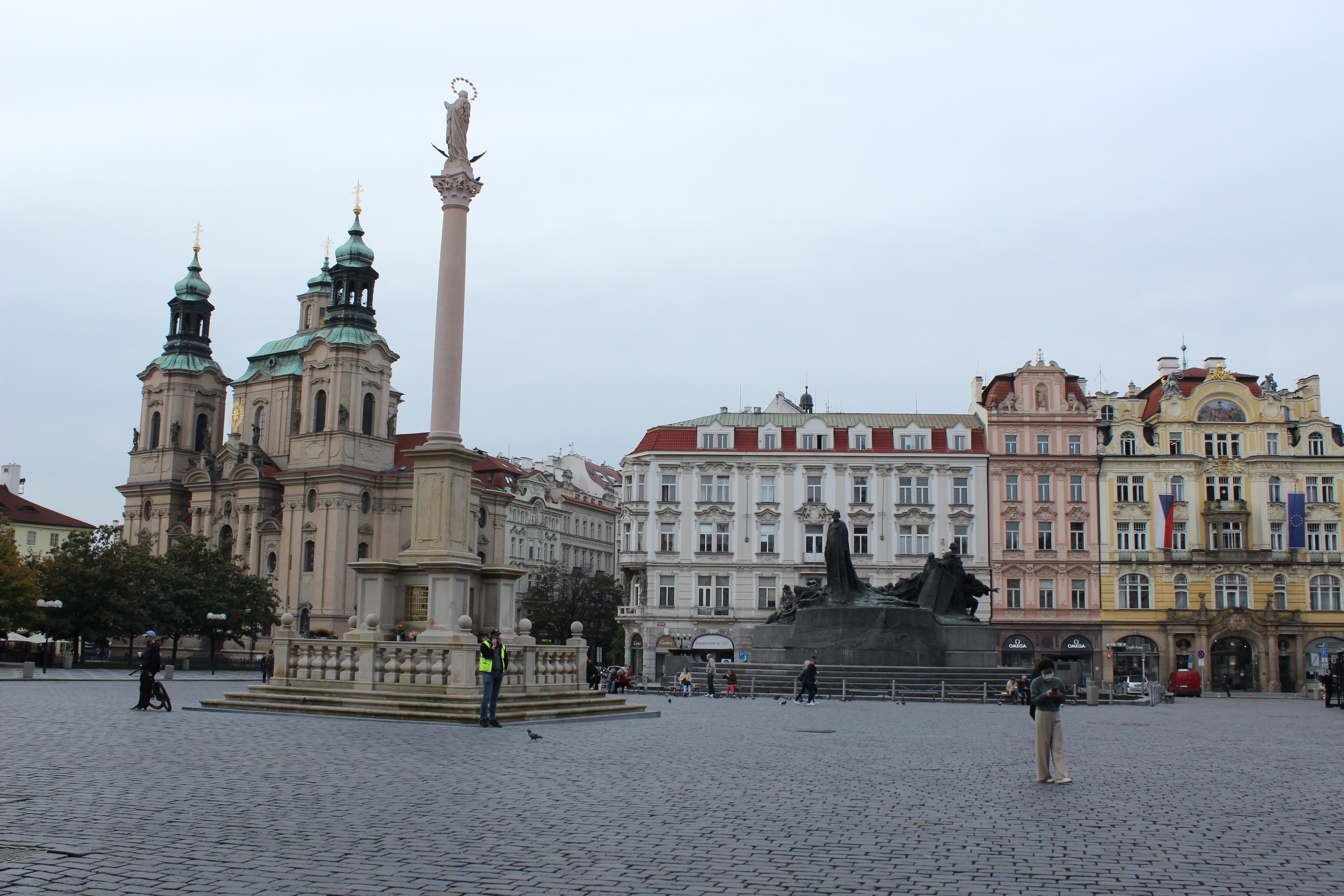
A Mária-oszlop és a Husz János-emlékmű immár egymás mellett

## Fordítás
- Ez a szócikk részben vagy egészben  a   Mariensäule (Prag) című német Wikipédia-szócikk ezen változatának fordításán alapul.  Az eredeti cikk szerkesztőit annak laptörténete sorolja fel. Ez a jelzés csupán a megfogalmazás eredetét és a szerzői jogokat jelzi, nem szolgál a cikkben szereplő információk forrásmegjelöléseként.